# Puerto de Big Creek
El Puerto de Big Creek (en inglés: Big Creek Port) es una instalación portuaria ubicada en el distrito de Stann Creek, que se utiliza principalmente para las exportaciones de bananas, a pesar de que algunos contenedores  que se reciben en este lugar son para atender mejor a la región sur del país centroamericano de Belice. También es el puerto de salida de los campos de petróleo del pueblo de Spanish Lookout. La compañía Belize Natural Energy tiene un sitio para guardar el petróleo acá.